# (48373) Gorgythion
(48373) Gorgythion, désignation internationale (48373) Gorgythion, est un astéroïde troyen jovien.

## Description
(48373) Gorgythion est un astéroïde troyen jovien, camp troyen, c'est-à-dire situé au point de Lagrange L5 du système Soleil-Jupiter. Il présente une orbite caractérisée par un demi-grand axe de 5,225 UA, une excentricité de 0,008 et une inclinaison de 27,3° par rapport à l'écliptique.
Il est nommé en référence au personnage de la mythologie grecque Gorgythion, acteur du conflit légendaire de la guerre de Troie.

## Compléments